# ۶٬۴٬۲-تری‌برموفنول
۶،۴،۲-تری‌برموفنول (به انگلیسی: 2,4,6-Tribromophenol) یک ترکیب شیمیایی با شناسه پاب‌کم ۱۴۸۳ است. 